# Alfred Dent

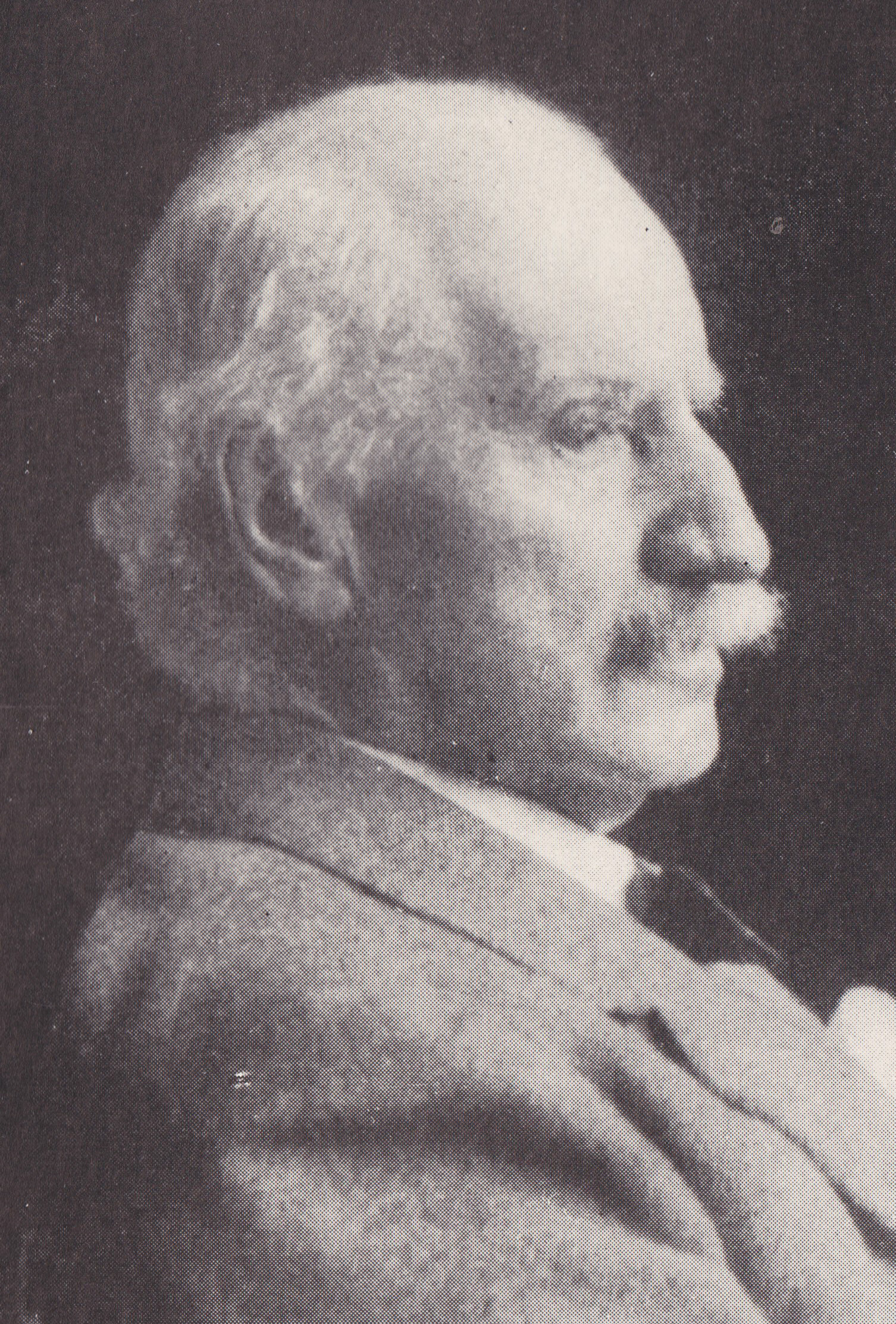
Sir Alfred Dent

Sir Alfred Dent, KCMG, JP, Maharajah von Sabah und Rajah von Gaya (* 12. Dezember 1844 in London; † 23. November 1927 ebenda) war ein britischer Kaufmann und der Gründer der North Borneo Chartered Company.

## Leben
Alfred Dent wurde am 12. Dezember 1844 im Londoner Stadtteil Paddington geboren. Seine Eltern waren der wohlhabende Kaufmann Thomas Dent (1796–1872) und Sabine Ellen Robarts (1815–1881). Von den insgesamt zwölf Kindern der Familie – drei Töchter und neun Söhne – war er der viertälteste.
Von Alfred Dent ist bekannt, dass er als junger Mann gerne jagte und dem Ruder- und Schießsport nachging.
Alfred Dent trat 1858 ins Eton College ein. Er wohnte im Haus von Rev J. E. Yonge, wo schon sein älterer Bruder Lancelot seine Studentenzeit verbracht hatte. Alfred Dent verließ Eton 1862 und begann seine berufliche Laufbahn als Geschäftsmann.
Zusammen mit seinem Bruder Alfred gründete er Dent Brothers Ltd. mit Sitz in London und Shanghai. Dazu übernahm er das im Jahre 1876 insolvent gewordene Unternehmen Dent & Co., das sein Vater gegründet hatte.
Neben seinen Aufgaben als Chef von Dent Brothers war er auch zeitweilig Aufsichtsratsvorsitzender der Caledonian (Ceylon) Tea Estates und der Shanghai Electric Construction Company, Direktor der London County and Westminster Bank und der Royal Exchange Assurance Corporation. Der Chartered Bank of India, Australia and China gehörte er 37 Jahre lang, bis zu seinem Pensionierung im Jahre 1925, als Direktor an.
1896 heiratete Dent Margaret, Tochter von Charles Aird. Die beiden hatten einen Sohn, Leslie Alfred Dent.
1898 wurde er von Sir Henry Fowler in die Indische Währungskommission (Indian Silver Currency Commission) berufen.
Als Friedensrichter für Sussex hat er 1908 das Amt des High Sheriff für Sussex inne.
Er starb am 23. November 1927 im Alter von 82 Jahren. Seine letzte Ruhestätte liegt auf dem Ocklynge Friedhof.

## North Borneo Chartered Company
Aus heutiger Sicht war Dents Hauptverdienst, der Gründer der North Borneo Chartered Company zu sein, die de facto über einen Zeitraum von 60 Jahren die Geschicke des heutigen Sabah bestimmte.
Als die Vereinigten Staaten im Jahr 1875 signalisierten, dass sie keine weiteren Interessen an den 1865 von Konsul Charles Lee Moses auf 10 Jahre gepachteten Gebieten in Nord-Borneo hatten, versuchte der Rechtsnachfolger des Pachtvertrages, ein amerikanischer Kaufmann namens Joseph William Torrey, Investoren für die anstehende Verlängerung des Pachtvertrages zu gewinnen. Zusammen mit Baron Gustav von Overbeck, dem österreichischen Generalkonsul in Hongkong, reiste er nach Brunei, um den Pachtvertrag zu erneuern. Die Verhandlungen scheiterten am Starrsinn des alten Sultans, der eine Verlängerung des Pachtvertrages rundweg ablehnte. Die beiden traten daraufhin in Verhandlungen mit dem Sohn des Sultans, Prinz Tumonggong, der den Pachtvertrag für die Summe von 1.000 Straits-Dollar eigenmächtig für weitere zehn Jahre verlängerte. Overbeck war nun im Besitz eines Vertrages, der vom Sultan nicht gegengezeichnet und der deshalb nach Expertise von Sir Hugh Low, des Gouverneurs von Labuan, wertlos war. Der beabsichtigte Weiterverkauf seiner Rechte misslang und 1876 hatte Overbeck sein Kapital nahezu aufgebraucht. In dieser Situation wandte er sich hilfesuchend an Alfred und Edward Dent, die jungen Geschäftsführer von Dent Brothers, der Nachfolgefirma von Dent & Co.
1877 gründete Alfred Dent zusammen mit Gustav Overbeck die Dent & Overbeck Company (auch als Overbeck & CO. beschrieben).
Die beiden Brüder gaben Overbeck die erwünschte finanzielle Unterstützung. Gleichwohl gelang es Overbeck weiterhin nicht, Käufer für die Rechte an Nord-Borneo zu finden. Deshalb zog er sich 1880 aus dem Geschäft zurück. Die Rechte – einschließlich der damit verbundene Titel Maharajah von Sabah und Rajah von Gaya gingen an Alfred Dent über.
Nach wie vor suchte Dent nach Möglichkeiten, aus den Rechten an Nord-Borneo Gewinn zu schlagen. Dabei wurde er von Sir Rutherford Alcock, Admiral Sir Henry Keppel und R. B. Martin unterstützt. Im Juli 1881 gründete Alfred Dent mit seinem Bruder die British North Borneo Provisional Association Ltd, die noch im selben Jahr durch Königlichen Chartervertrag zur North Borneo Chartered Company wurde. Im Mai 1882 nahm die Gesellschaft die Arbeit auf. Sir Rutherford Alcock wurde ihr erster Präsident und Alfred Dent geschäftsführender Direktor. Nord-Borneo wurde in neun Distrikte unterteilt; einer der Distrikte nach Dent benannt.
In den 1890er Jahren wurde Alfred Dent wegen seiner zurückhaltenden Unternehmenspolitik zunehmend im Aufsichtsrat angegriffen. Insbesondere William Clarke Cowie setzte seiner abwartenden, auf langsame Entwicklung des Landes hoffenden Haltung Forderungen nach einer schnellen Erschließung von Borneo entgegen. Obwohl die wenig durchdachten und übereilten Investitionen der Gesellschaft finanzielle Verluste einbringen, profitierte Cowie von einem Vertrauensvorschuss, den die Anteilseigner auf seiner langjährigen Erfahrung in Nord-Borneo begründen. Auf dem 28. Halbjahrestreffen der Gesellschaft am 15. Dezember 1896 spottete man über Dent in aller Öffentlichkeit, dass er „über Borneo so wenig weiß, wie eine Kuh über eine Seitentasche“. Alfred Dent wurde als Direktor abgelöst. Erst nach dem Tod Cowies im Jahr 1910 wurden seine Pionierleistungen wieder ins rechte Licht gerückt.
In Anerkennung für seine Verdienste bei der Erweiterung des britischen Weltreiches wird er 1898 in den Order of St. Michael and St. George aufgenommen, was ihm das Recht gibt, den Titel "Sir" vor seinen Namen setzen.